# Ivry-le-Temple
Ivry-le-Temple is een gemeente in het Franse departement Oise (regio Hauts-de-France) en telt 647 inwoners (2004). De plaats maakt deel uit van het arrondissement Beauvais.

## Geografie
De oppervlakte van Ivry-le-Temple bedraagt 12,5 km², de bevolkingsdichtheid is 51,8 inwoners per km².
De onderstaande kaart toont de ligging van Ivry-le-Temple met de belangrijkste infrastructuur en aangrenzende gemeenten.

## Demografie
Onderstaande figuur toont het verloop van het inwonertal (bron: INSEE-tellingen).